# Opération Paget
Pour les articles homonymes, voir Paget.
L'opération Paget désigne l'enquête menée par Scotland Yard pour connaître les circonstances de l'accident de voiture dans lequel la princesse Diana, son ami Dodi Al-Fayed et leur chauffeur Henri Paul ont trouvé la mort, en 1997. Les recherches portent essentiellement sur les nombreuses théories du complot qui ont surgi après l'accident. L'enquête est menée par le commissaire de police John Stevens.
L'enquête est ouverte en janvier 2004, après que le coroner royal Michael Burgess (en) a demandé à Stevens d'enquêter sur les allégations de conspiration entourant le décès de Diana, notamment relayées par Mohamed Al-Fayed, père de Dodi. Celui-ci affirme notamment que le MI6 est responsable de l'accident, ayant agi sur ordre de la famille royale. Le rapport de l'enquête est publié le 14 décembre 2006,.
Le rapport, d'une longueur exceptionnelle, compte 832 pages. Quatorze policiers ont été mis sur l'affaire pendant trois ans. L'enquête coûte au total 3,69 millions de livres sterling, soit plus de 5,4 millions d'euros. En raison du grand intérêt du public, Scotland Yard décide de publier le rapport sur Internet, bien qu'il s'agisse d'un document interne de la police. Chaque chapitre de ce rapport conclut qu'aucune des allégations concernant un complot ne peut être prouvée. Tous les éléments montrent en effet que la princesse de Galles est morte dans un « tragique accident ».